# Зоран Јовановић Добротин
Зоран Јовановић Добротин (Добротин, 2. април 1942 — Београд, 3. април 2016) био је српски графичар, сликар и професор Универзитета у Приштини у пензији.

## Биографија
Рођен је 2. априла 1942. у Добротину где је завршио основну школу. Уметничку школу Ниш је завршио 1964, а Факултет примењених уметности Универзитета уметности у Београду 1970. и постдипломске студије 1972. године. Боравио је на студијским путовањима и усавршавању у Паризу, Лондону, Цириху, градовима Италије и Грчке. Од 1970. до 1974. је имао статус слободног уметника у Београду. Радио је као редовни професор на Факултету уметности Универзитета у Приштини до пензије, 2009. године. Био је члан Удружења ликовних уметника Србије од 1970. Имао је педесет једну самосталну изложбу и учествовао је на више од четиристо колективних у земљи и иностранству. Самостално је излагао у Београду 1960, 1969. и 1972. и Апатину 1973. године.
Самостално је излагао графику у галерији кафане „Знак питања” 1968, галерији „Графички колектив” 1969. и 1972, галерији младих у Апатину 1972, Културном центру Београда и галерији уметности у Приштини 1981, галерији савремене уметности у Нишу 1983. и Замку културе у Врњачкој Бањи 1991. Самостално је излагао слике и цртеже у галерији „Крсто Филиповић Гроф” и галерији КПУ 1986, галерији клуба уметника у Приштини и Грачаници 1987, галерији Културног центра Београда и галерији Дома омладине „Боро и Рамиз” у Приштини 1991, галерији студентског центра Крагујевца и Еминент клубу у Приштини 1992, салону Музеја савремене уметности у Београду 1995, галерији уметности у Приштини 1998, галерији „Графички колектив”, галерији „Рената” у Новом Саду и галерији централног клуба Војске Југославије 2001, галерији „Сопоћанска виђења” у Новом Пазару и галерији Центра за културу Градац 2002, Завичајном музеју Рума 2003, Културном центру Политехничке академије у Београду 2005, галерији „Атријум” Библиотеке града Београда 2006, Уметнички павиљон „Цвијета Зузорић” за Ноћ музеја 2007, изложби „Три сликара” у Сарајеву, галерији „107” у Земуну и галерији Куће Војновића у Инђији 2010, галерији Градске библиотеке Панчево 2011, галерији „Дар Мар” у Београду 2012. и Библиотеци града Београда 2013. године.
Учествовао је на групним изложбама Октобарског салона и „Графичког круга” 1969—1973, изложбама УЛУС-а 1970—1973, изложбама графике у Бања Луци, Новом Саду, Пули, Цавтату и Београду и изложби тридесет година УЛУС-а 1975. године. Добитник је бројних престижних награда међу којима су награда београдског Универзитета за цртеж 1967, награда за графику у Милану 1971, прва награда Јесењег салона Косова за графику, награда за Ликовно стваралаштво УЛУС-а, Савеза удружења ликовних уметника Војводине и УЛУК-а и награда бијенала графике у Јапану 1978, прва награда Октобарског салона у Београду 1979, награда за сликарство на изложби УЛУС-а, Савеза удружења ликовних уметника Војводине и УЛУВ-а 1980, награда Цетињског ликовног салона за сликарство 1987, јавно признање на Међународној изложби у Београду 1995, награда УЛУС-а за графику „Велика награда” у Београду 1996, прва награда Јесење изложбе УЛУС-а за сликарство 1997, награда удружења Ex libris на 42. Златном перу и Гранд При на Бијеналу слика Косовска Митровица 2003. године. Бавио се графиком, сликарством и цртежом. Преминуо је 3. априла 2016. у Београду.

## Колекције
Јовановићеве слике су део сталне поставке следећих музеја и галерија:
- Музеј савремене уметности у Београду
- Галерија савремене уметности у Приштини
- Галерија савремене ликовне уметности Ниш
- Музеј савремене уметности у Скопљу
- Галерија културног центра Никшић
- Културни центар Врњачке Бање
- Кабинет графике Загреб
- Велика галерија централног клуба Дома војске Југославије
- Завичајни музеј Књажевац
- Галерија „Виталови сунцокрети”
- Музеј града Београда
- Завичајни музеј Рума
- Јавно туристичко предузеће Руме
- Галерија Дома војске Билећа
- Нова Банка у Бијељини
- Хотел Сан у Јахорини
- Општински институт за културу Гвадалупеа
- Државни музеј у Лублину
- Општинска јавна библиотека у Гљивици
- Библиотека у Бодио Ломнагу
- Музеј у Брунику
- Ротари клуб у Акви Терми